# 최병도
최병도(1984년 1월 18일 ~ )은 대한민국의 축구 선수이며 포지션은 센터백이다.

## 축구인 경력

### 선수 경력
2006년 인천 유나이티드에 입단하였다. 광주 상무에서 군 복무 후 소속 팀으로 복귀하였지만 자리를 잡지 못했고 계약 기간 만료 후 내셔널리그의 울산 현대미포조선으로 이적하였다.
2013년 고양 Hi FC로 이적하여 프로 무대로 복귀하였고 4월 20일 광주와의 경기에서 프로 무대 정규 리그 첫 골을 기록하였다.
2015년 부천 FC 1995로 이적하였다. 첫 시즌에는 주전 수비수로써 활약했으나, 부상으로 인해 두번째 시즌에는 출장하지 못했다.
2017년 서울 이랜드 FC로 이적하였다. 2017년 6월 10일 부천 FC 1995와의 원정경기에서 데뷔 무대를 가졌다. 2018년 1월 8일 자유계약대상자로 풀려났다.